# Wydler-Zeichen
Das Wydler-Zeichen bezeichnet einen rechtsmedizinischen Befund beim Tod durch Ertrinken.
Im Rahmen der Obduktion einer Person, die mutmaßlich durch Ertrinken ums Leben gekommen ist, wird der Mageninhalt entnommen und in ein Becherglas gefüllt. Nach einer gewissen Standzeit lässt sich eine charakteristische Dreischichtung, das Wydler-Zeichen, beobachten: Oben befindet sich eine schaumige, in der Mitte eine flüssige und am Boden des Glases eine feste Phase.
Das Wydler-Zeichen kann als diagnostisches Kriterium des Ertrinkungstodes herangezogen werden, besitzt für sich jedoch keinen beweisenden Charakter.

## Geschichte
Erstmalig beschrieben wurde das Phänomen 1869 durch Ferdinand Wydler.